# Польський легіон у Португалії
Польський легіон в Португалії (пол. Legion Polski w Portugalii) — польське військове формування сформоване в Португалії під час громадянської війни 1828—1834 рр.

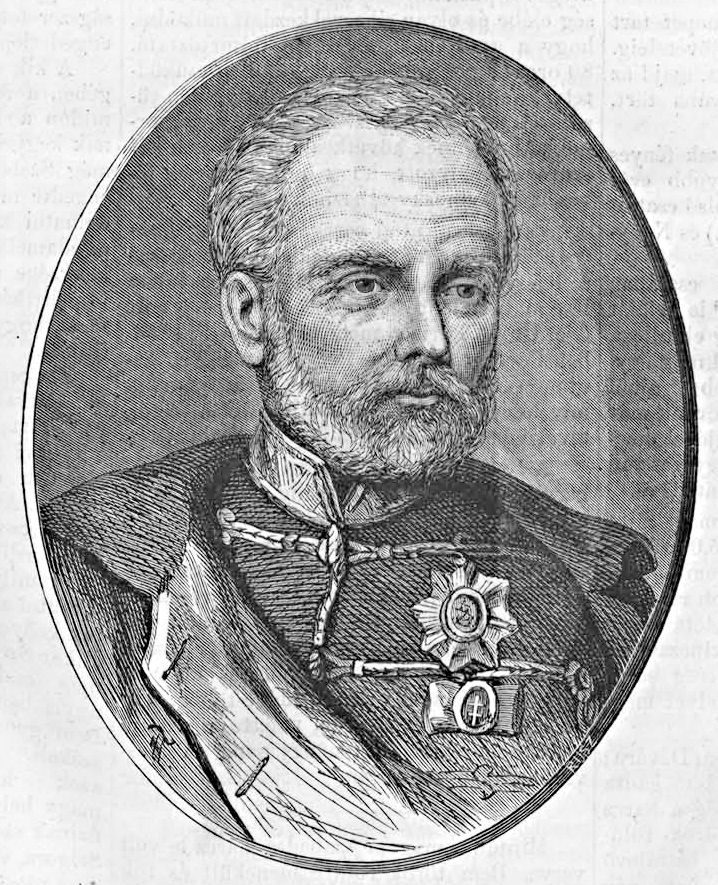
генерал Юзеф Бем

Легіон формував генерал Юзеф Бем з числа польських емігрантів, що проживали у Франції. Він мав намір виступити на боці Педру І.
У зв'язку з тим, що польське демократичне середовище було проти проливання польської крові за чужу справу, Бем набрав не багато охочих. Поляки не брали участі в бойових діях тому як після заняття Лісабону Педру І розірвав з ними умову. Самого ж Бема, що протестував проти цього було заарештовано.